# Ciclo sotíaco

La diosa Sopdet, personificación de la estrella Sirio.

El ciclo sotíaco (de Sotis, el nombre griego de la diosa egipcia Sopdet, personificación de la estrella Sirio) es un periodo de aproximadamente 1460 años provocado por la traslación anual de la observación del orto heliaco de Sirio. 
En el Antiguo Egipto los sacerdotes-astrónomos observaban todos los años la primera aparición en el horizonte de Sirio pues para ellos señalaba el comienzo de la época de las inundaciones. Idealmente dicho acontecimiento debería coincidir con el comienzo del año egipcio, pero como en el calendario egipcio, basado en el ciclo solar, todos los años sumaban 365 días, sin intercalar días adicionales para compensar la diferencia con el año sidéreo, cada cuatro años el orto de Sirio se desplazaba un día en el calendario, volviendo a coincidir con el año nuevo teórico solo tras unos 1460 años, es decir cuatro años por cada uno de los 365 días del año.
Fue en el año 1904 cuando el erudito alemán Eduard Meyer, combinando cálculos astronómicos con el estudio textos egipcios y datos arqueológicos, puso las bases modernas de un método que pretende aportar confirmación independiente a la cronología del Antiguo Egipto. Disponiendo de textos fechados en el año de reinado de algún faraón que documenten observaciones del ascenso de Sirio y conociendo puntos fijos del inicio del ciclo, teóricamente se puede asignar una datación absoluta a esos textos y, por tanto al reinado del faraón implicado. Disponemos de varios textos de este tipo, por ejemplo los papiros de Lahun y el papiro Ebers, que dan fechas para los respectivos reinados de Senusret III (dinastía XII) y Amenhoptep I (dinastía XVIII); además se sabe que en el 139 d. C. el orto heliaco coincidió con el año nuevo egipcio, lo cual proporciona a los egiptólogos puntos fijos para los reinados de ambos faraones.

## Bases astronómicas

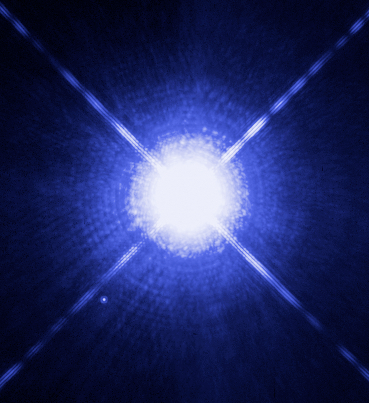
Imagen de Sirio A y B.
Telescopio Hubble, de la NASA.

Sirio es una estrella situada en el hemisferio sur celeste y, en función de su declinación, podrá ser vista, o permanecer oculta, o alcanzar mayor o menor altura sobre el horizonte en función de la latitud del punto de observación desde el hemisferio norte. Debido al movimiento de la Tierra alrededor del Sol solo es visible desde la parte no iluminada de la Tierra una porción de la esfera celeste, que varía con una periodicidad anual. La primera aparición de una estrella sobre el horizonte antes del amanecer, después de su periodo de ocultación es su orto heliaco.
Si el año según el calendario civil no se ajusta de alguna manera a la duración del año sidéreo las observaciones que dependan de este último se irán desplazando también en el calendario. Como en el caso del Antiguo Egipto no se intercalaban años bisiestos, cada 4 años se desvía un día la observación completándose el ciclo en unos 1460 años (365x4). Otros factores, como la precesión de los equinoccios, causan pequeñas desviaciones y se han realizado cálculos que dejan el ciclo sotíaco en 1452-1453 o 1456 años.
Otro factor que influye de manera importante es la latitud del lugar donde se realiza la observación. En el caso de las realizadas por los antiguos egipcios se han propuesto diferentes localizaciones para cada una de ellas, por ejemplo puede dudarse entre Menfis, Tebas o Elefantina lo que da lugar a que los egiptólogos adapten cronologías «altas», «medias» o «bajas», entre las cuales puede haber hasta unos veinticinco años de diferencia.

## El calendario solar egipcio

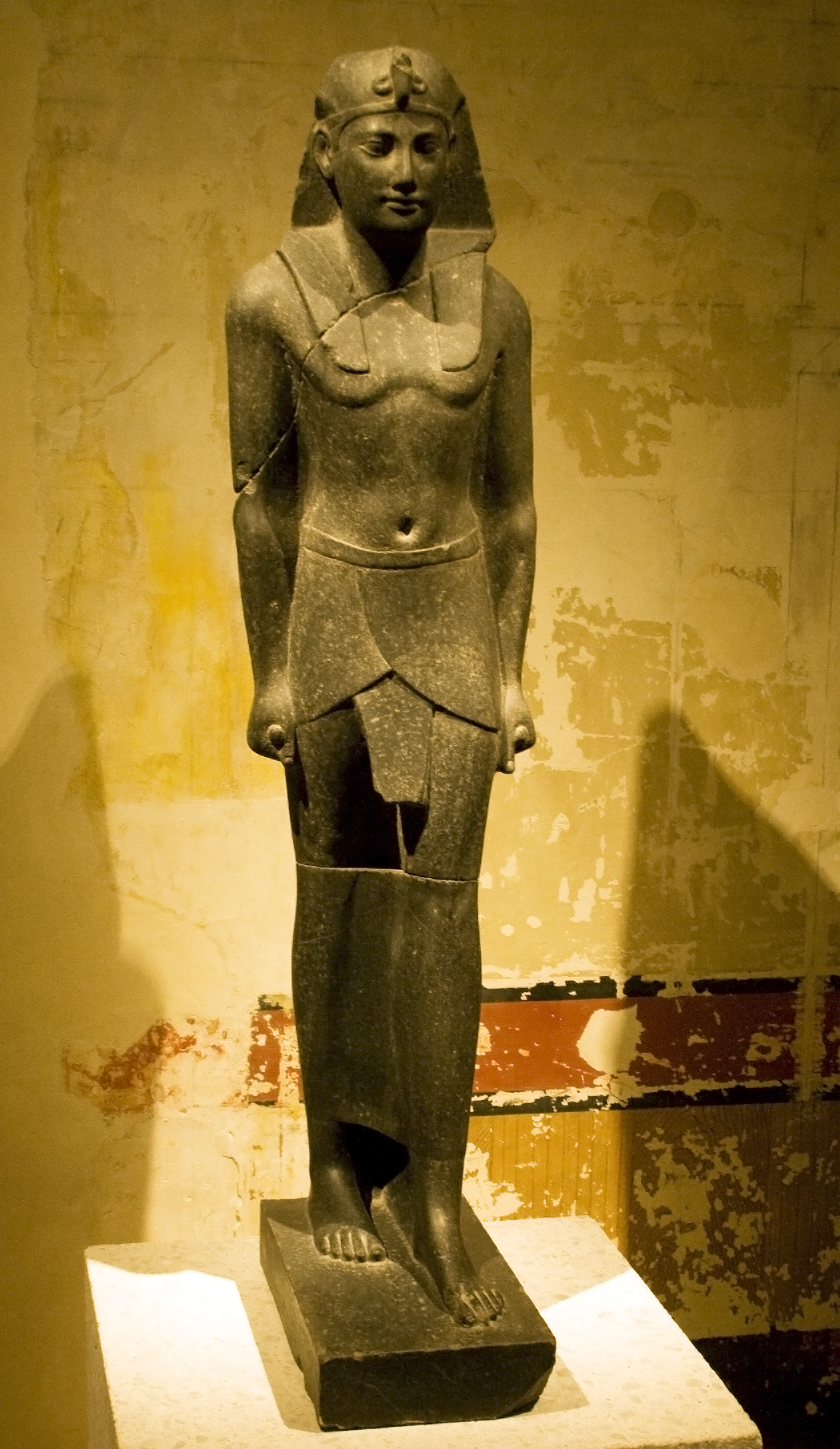
Estatua de Ptolomeo III Evergetes
Neues Museum, Berlín

El calendario solar egipcio estaba formado por doce meses de treinta días divididos en tres estaciones: Ajet (inundación, que comenzaba a principios del verano), Peret (crecimiento) y Shemu (cosecha); dando un total de trescientos sesenta días a los que se añadían otros cinco llamados epagómenos.
Los antiguos egipcios no fechaban los acontecimientos según un punto fijo histórico sino por los años de reinado del faraón en el poder. Las fechas aparecían reflejadas según un formato como el siguiente: «Día 2 del primer mes de la estación de peret del quinto año de Nebmaatra», que correspondería aproximadamente al año 1385 a. C. en el reinado de Amenhotep III.
Se cree que este esquema estuvo en vigor a lo largo de toda la historia dinástica de Egipto hasta la introducción del calendario romano en tiempos de Julio César, aunque se conocen intentos de reforma como el recogido en el decreto de Canopus bajo el reinado de Ptolomeo III que no llegó a entrar plenamente en vigor.
El año invariable de 365 días provocaba que las estaciones se fueran desplazando en relación con el calendario lo que hacía necesario (para la planificación de actividades agrícolas y obras, para la fijación de festividades...) la determinación de puntos fijos de manera independiente al calendario. De ahí la necesidad de contar con observaciones como la del orto helíaco de Sirio, observaciones que daban un poder más allá de lo puramente simbólico a las autoridades responsables de estos importantes anuncios y podría explicar, en parte, la resistencia a reformas como las del decreto Canopus.
La diosa Sopdet, conocida como Sothis desde el periodo ptolemaico, era la personificación de la estrella que los griegos llamaban Seirios, Sirio. La representación usual era como una mujer con una estrella en la cabeza, aunque la forma más antigua conocida, en un marfil hallado en Abydos del faraón Djer de la I dinastía, es la de una vaca sedente con una planta entre los cuernos. Como en escritura jeroglífica se utilizaba una planta como ideograma de la palabra «año», esto podría ser un indicio de que ya a comienzos del Imperio Antiguo los egipcios habían establecido la relación entre el inicio del año solar con la observación de Sirio.

## La cronología del Antiguo Egipto

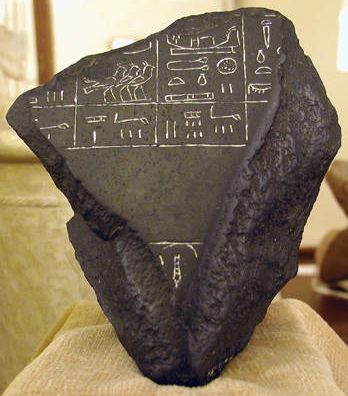
Fragmento de la piedra de Palermo
Museo Petrie, Londres

La cultura del Antiguo Egipto mostró una gran estabilidad y uniformidad desde la época predinástica hasta la ocupación romana. En particular se dispone de evidencia de la escritura jeroglífica desde el tercer milenio a. C. hasta el siglo IV d. C.
Los egiptólogos también disponen de la historia de Egipto procedente de Manetón cuyo esquema dinástico se sigue utilizando hoy en día y de otras listas reales como la piedra de Palermo o el canon de Turín, además de una gran cantidad de obras arquitectónicas o escultóricas fechadas según el reinado del faraón bajo cuya autoridad se construyeron, y otras muchas inscripciones en pinturas, relieves o sobre papiro. A todo esto hay que añadir el aval científico de las dataciones astronómicas proporcionadas por los registros de las observaciones estelares o lunares.
Por supuesto, como para otras culturas, también se dispone de datos procedentes del radiocarbono, termoluminiscencia o estratigráficos; pero es por el anterior conjunto de características que la cronología egipcia es la piedra angular para la datación arqueológica en el Mediterráneo y en Oriente Medio hasta bien entrado el primer milenio a. C. cuando las fuentes griegas combinadas con listas reales asirias y babilonias proporcionan fechas fiables con un margen de error a veces menor de un año.

## Estudio moderno

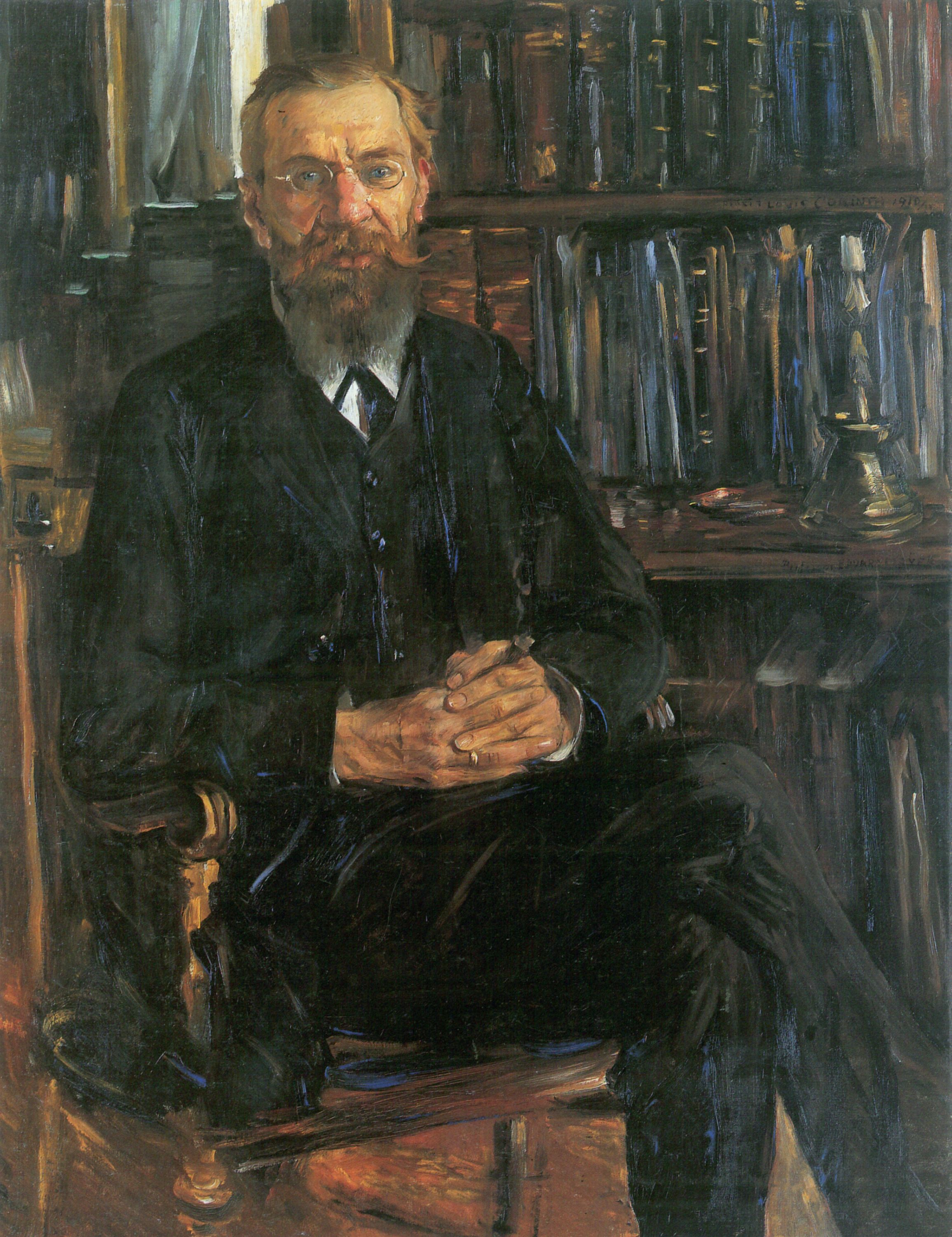
Eduard Meyer

Ya desde mediados del siglo XVII se investigaba la posible aplicación del ciclo sotíaco a la cronología egipcia. En 1648 Gravius Bainbridge estudió la idea y en 1758 el astrónomo Nicolas Fréret propuso el orto heliaco de 1322 d. C., posteriormente ya en el siglo XIX Jean-Baptiste Biot, después del desciframiento de los jeroglíficos en 1822 por Champollion, intentó relacionar las observaciones de Sirio con los nuevos descubrimientos.
No fue hasta 1904 cuando el gran historiador alemán Eduard Meyer puso las bases de la concepción moderna de la cronología sotiaca. Aunque Meyer utilizó más referencias hoy en día se mantiene un consenso mayoritario entre los especialistas en considerar válidas dos alusiones en textos egipcios a apariciones de Sirio, las provenientes de los papiros de Lahun y del papiro Ebers, combinadas con el punto de referencia proporcionado por Censorino. En las fechas calculadas a partir de estos datos hay que tener en cuenta que las imprecisiones inherentes a la lectura original, como las condiciones atmosféricas, al cálculo retrospectivo elegido y al lugar concreto de medición, introducen un margen de error conjunto de no menos de dos o tres décadas.

### Censorino
El escritor latino Censorino, en su obra De die natale,  proporciona un dato clave al afirmar que el año nuevo egipcio coincidió con el orto de Sirio  durante el segundo consulado de Antonino Pío, que corresponde al año 139 d. C., cuando se acuñó en Alejandría una moneda conmemorativa, fecha que en su tiempo, exactamente un siglo después, se había adelantado en relación con la efeméride astronómica.

Sed horum initia semper a primo die mensis eius sumuntur, cui apud Aegyptios nomen est Thouth, quique hoc anno fuit ante diem VII kal. Jul., cum abhinc annos centum imperatore Antonino Pio II Bruttio Praesente Romae consulibus idem dies fuerit ante diem XIII kal. Aug.,a quo tempore solet canicula in Aegypto facere exortum. Quare scire etiam licet anni illius magni, qui, ut supra dictum est, solaris et canicularis et dei annus vocatur, nunc agi vertentem annum centensimum.
Pero el inicio de estos es siempre el primer día que los egipcios llaman Thot, que este año coincide con el séptimo día antes de las calendas de julio, hace cien años cuando el emperador Antonino Pío fue cónsul por segunda vez junto con Bruttius Praesens, el mismo día coincidió con el día trece antes de las calendas de agosto, época habitual de la canícula en Egipto. Por lo tanto podemos ver que ahora estamos en el año centenario de este gran año real, que, como he dicho más arriba, se llama el año de la ola de calor solar, el año de Dios.
Censorino, De Die natali XXI 10-11

### Papiros de Lahun

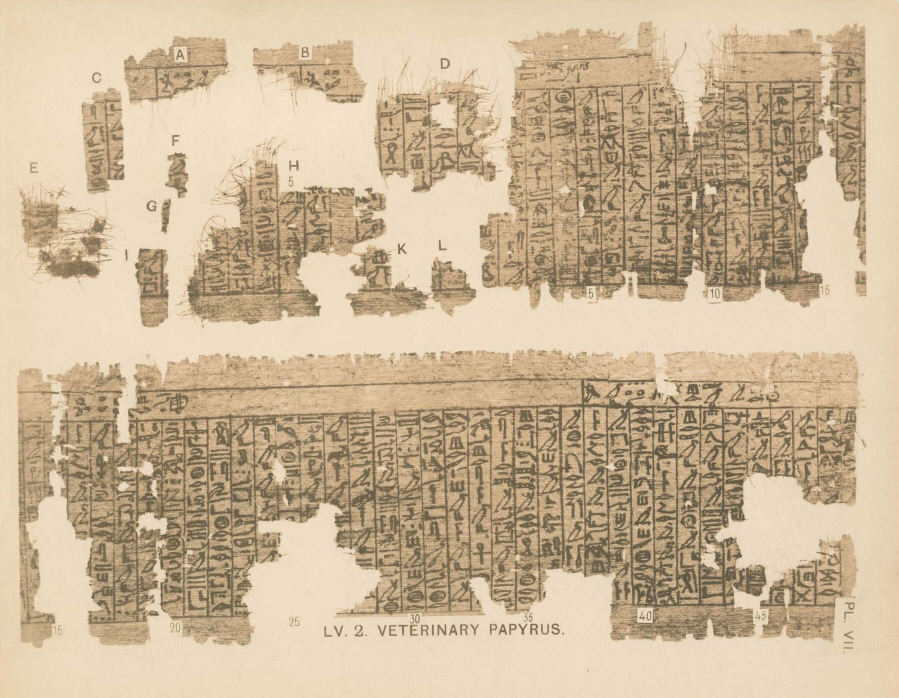
Fragmentos de los papiros de Lahun
Dinastía XII, c. 1800 a. C.

En 1889 el gran egiptólogo Flinders Petrie descubrió una colección de papiros conocidos desde entonces, por el lugar del hallazgo, como los papiros de Lahun. En el mismo lugar unos años más tarde, en 1899, Ludwig Borchardt descubrió otros fragmentos donde está recogida la primera observación sotíaca; estos son los papiros de Berlín, aunque se le suele utilizar el nombre papiros de Lahun para designar al conjunto de la colección allí descubierta. Proporcionan una observación sotiaca el día 16 del mes cuarto de la segunda estación del año 7 del reinado de Senusret III. Desde ese día faltan 139 para el año nuevo: los 14 del mes Peret IV, los 120 de la estación Shemu y los 5 epagómenos. La observación estaría realizada en Menfis o, con latitud equivalente, en Ity-tauy, capital de la dinastía XII. En consecuencia fijaría una fecha 556 (139x4) años anterior al año 1317 a. C. para el séptimo año de Senusret III, esto es, alrededor del año 1873 a. C.

### Papiro Ebers

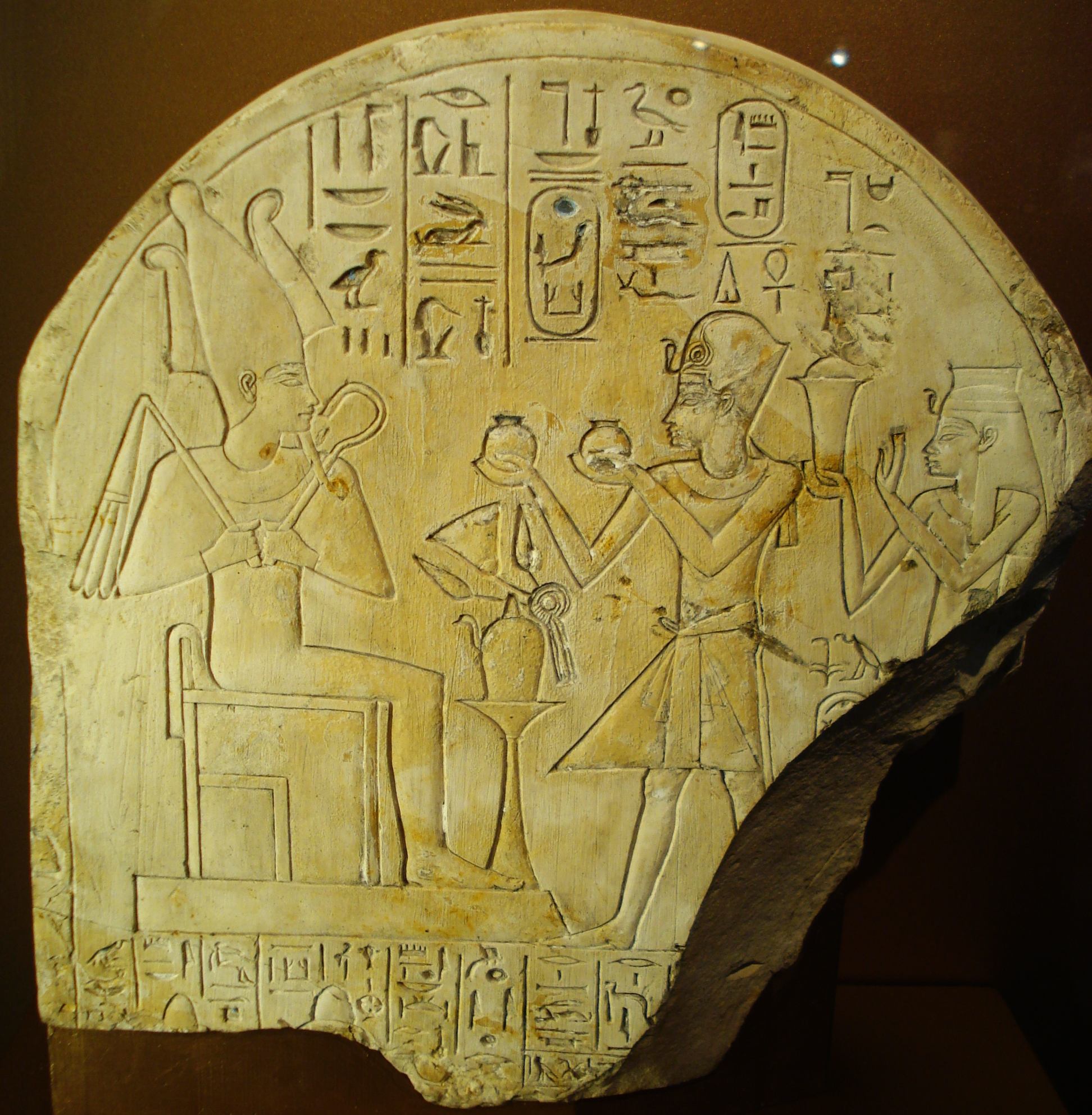
Estela de Amenhotep I y de su madre Ahmose-Nefertari realizando una ofrenda a Osiris, c. 1390-1352 a. C.
Museo Brooklyn, Nueva York

La segunda es del tratado médico de la época de la Dinastía XVIII contenido en el papiro Ebers, que proporciona la fecha correspondiente al día 9, mes 3, de la tercera estación del año 9 de Amenhotep I. Esto indica que faltan 56 días para el año nuevo: los 21 del mes Shemu III, los 30 de Shemu IV y los 5 epagómenos. Suponiendo que la observación fuera realizada en Menfis, y con un ciclo sotíaco de 1456 años, tenemos un nuevo inicio de ciclo en el año 1317 a. C. y la fecha correspondiente para el año 9 de Amenhotep I sería anterior 224 años (56x4), es decir 1541 a. C. Si, por el contrario, la observación hubiera sido realizada en Tebas el cálculo correspondería a 1517 a. C., fecha que es la apoyada por la mayor parte de los egiptólogos debido a que en Tebas estaba la capital de los primeros soberanos de la XVIII dinastía.

## Controversias
Aunque el consenso mayoritario de los especialistas sigue dando validez a las fechas proporcionadas por las observaciones de Sirio, se han formulado un gran número de críticas. 
1. La imprecisión debida a la incertidumbre de la observación misma y a las dudas no aclaradas sobre los lugares concretos en que se realizaron.
2. La fiabilidad de las fuentes utilizadas y su interpretación: tanto los datos de Censorino como los de los papiros de Berlín y el papiro Ebers han sido puestos en cuestión.
3. La asunción de la invariabilidad del sistema calendárico en el Antiguo Egipto: si se hubiera realizado una sola reforma que desconozcamos en el calendario de la trascendencia de la documentada en el decreto de Canopus el sistema entero sería inválido.

De que se acepten o no los puntos fijos proporcionados por la datación sotiaca dependen conclusiones importantes para toda la cronología de la Antigüedad en Oriente Próximo. Si se acepta su base se estima que la precisión de la que se dispone para la época del Imperio Nuevo es de unos 25 años, si se rechaza el margen de error sube hasta por encima del siglo, lo cual puede afectar de manera muy importante no solo a la historia egipcia sino a la cronología de todas las civilizaciones adyacentes.